# جون أ. بروكس
جون أ. بروكس هو سياسي أمريكي، ولد في 3 يونيو 1836 في مقاطعة ماسون في الولايات المتحدة، وتوفي في 3 فبراير 1897 في ممفيس في الولايات المتحدة. نشط حزبياً في حزب المنع.